# آنا سيبيلا سيرغيل
آنا بريتا سيرغيل (بالسويدية: Anna Sibylla Sergell)‏ أو آنا سيبيلا سيرغيل (1733-1819) فنانة تطريز سويدية. كانت مسؤولة الديكور في البلاط الملكي السويدي.
ابنة كل من مزيّن الديكور في البلاط الملكي السويدي، كريستوفر سيرغل، وإليزابيت سويرنر من ألمانيا. كما أنها أخت الفنان الشهير يوهان توبياس سيرغل. في عام 1754، تزوجت من مدير مزارع العنب في البلاط، يوهان فالنتين هاو (المتوفى عام 1760).
كانت آنا مساعد رسمية لوالدها حتى وفاته عام 1773. بعد وفاة والدها، تشاركت موقع مسؤولة تطريز الديكور في البلاط مع شقيقتها ماريا صوفيا. من بين الأعمال الأكثر شهرة والتي صنعتها الشقيقتان، كان الديكور الداخلي لقصر فريدريكوف الملكي.